# Crotalus ravus
Crotalus ravus är en ormart som beskrevs av Cope 1865. Crotalus ravus ingår i släktet Crotalus och familjen huggormar. IUCN kategoriserar arten globalt som livskraftig.
Arten förekommer i södra Mexiko. Den vistas i högland och bergstrakter mellan 1490 och 3000 meter över havet. Crotalus ravus lever i blandskogar, molnskogar, buskskogar och i mera torra lövfällande skogar. Omen besöker även jordbruksmark.

## Underarter
Arten delas in i följande underarter:
- C. r. brunneus
- C. r. exiguus
- C. r. lutescens
- C. r. ravus